# Schiavi di Abruzzo
Schiavi di Abruzzo ist eine Gemeinde in der Provinz Chieti, in der Region Abruzzen, in Italien mit 651 Einwohnern.
Der Name Schiavi deutet auf eine historische Besiedlung durch Slawen hin.

## Geographie

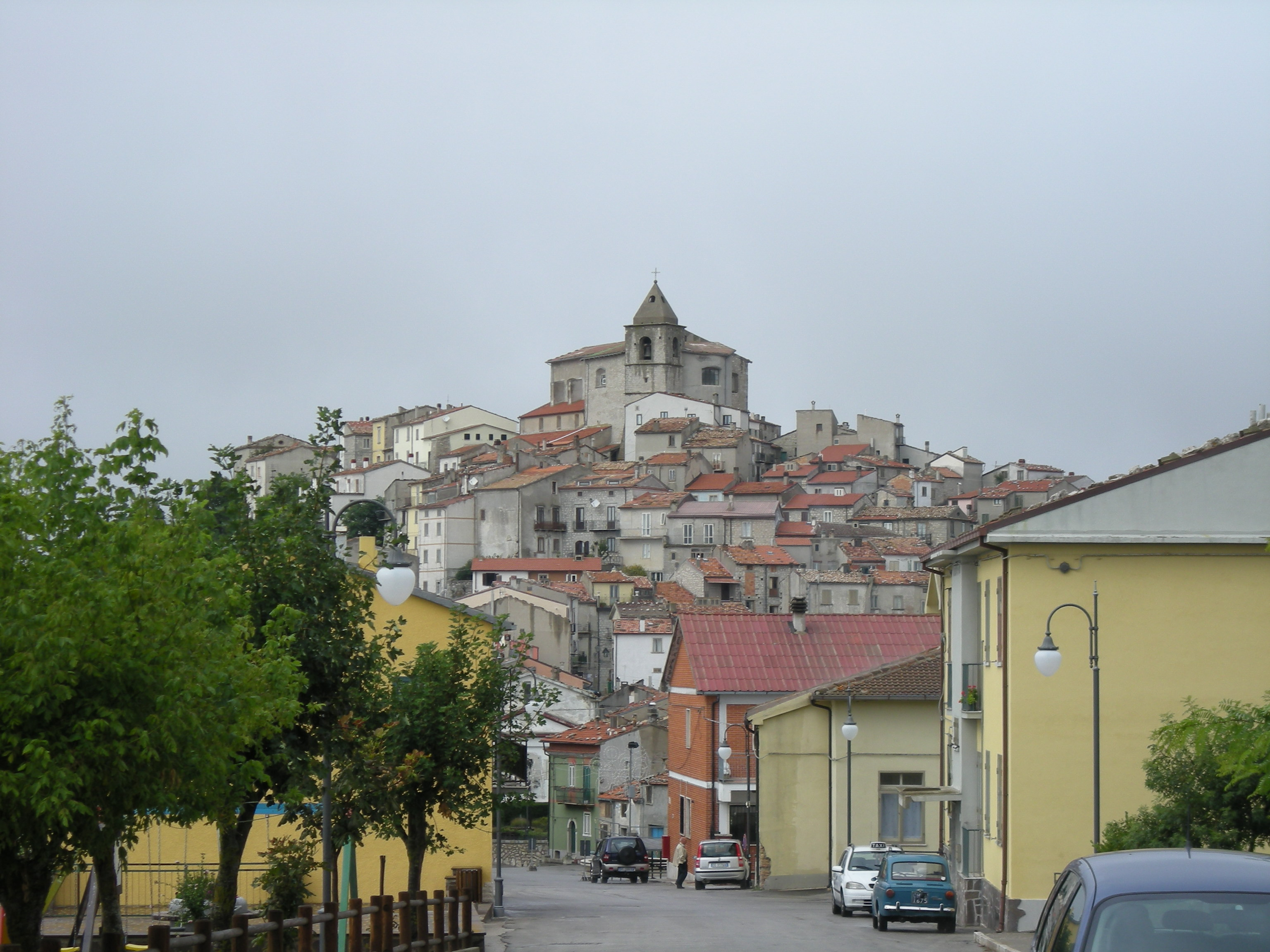
Panorama

Schiavi di Abruzzo liegt 77 Kilometer südöstlich von Chieti und 165 Kilometer östlich von Rom sowie 37 Kilometer von der Adriaküste entfernt.
Der Ort liegt auf einem Höhenrücken der Monti di Ferentani, einem Vorgebirge der Abruzzen oberhalb des Grenzflusses zur Region Molise, dem Trigno. Die Nachbargemeinden sind Agnone (IS), Belmonte del Sannio (IS), Castelguidone, Castiglione Messer Marino, Poggio Sannita (IS), Salcito (CB), Trivento (CB). Das Gemeindegebiet erstreckt sich dabei über ein Höhenniveau, das von 254 m s.l.m. am Trigno bis zum Monte Pizzuto mit 1290 m s.l.m. reicht.
Schiavi di Abruzzo ist Mitglied in der Comunità Montana Alto Vastese.

## Geschichte
Schiavi di Abruzzo war seit der Antike wohl ursprünglich von den Samniten besiedelt, bevor es ein römisches Municipium wurde.
Vier Kilometer südlich der Ortschaft wurde ab 1964 eine vorrömische Tempelanlage des 3. – 2. Jahrhunderts v. Chr. ausgegraben und teilweise rekonstruiert. Der größere Tempel hat einen Sockel auf den neun Stufen hinauf führen. Der Giebel wurde von vier ionischen Säulen getragen, die heute im Gelände liegen. Der kleinere, teilweise rekonstruierte, Tempel birgt noch Reste seines Mosaikbodens. Zahlreiche Funde aus Keramik wurden ins Nationalmuseum in Chieti gebracht.

## Bevölkerung
| Jahr | Bevölkerung |
| ---- | ----------- |
| 1871 | 3923        |
| 1901 | 4094        |
| 1921 | 3951        |
| 1951 | 4450        |
| 1971 | 3669        |
| 1991 | 1965        |
| 2001 | 1403        |

## Politik
Piero Paolo Sciarra (parteilos) wurde im Juni 2004 zum Bürgermeister gewählt. Die 12 Gemeinderäte gehören drei Bürgerlisten an.

## Typische Produkte
- Schiavi di Abruzzo ist bekannt für sein Olivenöl.
- In der Umgebung des Ortes wird der wertvolle Weiße Trüffel gefunden.[5]

## Regelmäßige Veranstaltungen
- Im August findet die Trüffelmesse (Sagra del Tartufo) statt.
- Am 22. September wird die Festa di San Maurizio gefeiert.